# وادي النور
وادي النور  قرية سوريّة تتبع إداريّاً لمحافظة حلب منطقة عين العرب ناحية صرين، بلغ تعداد سكانها 1,658 نسمة حسب التعداد السكاني لعام 2004.